# Eugen Johann Christoph Esper
Eugen Johann Christoph Esper, född den 2 juni 1742 i Wunsiedel, död den 27 juli 1810 i Erlangen, var en tysk naturforskare.
Esper var professor i naturhistoria vid universitetet i Erlangen. Han specialiserade sig på fjärilar och utgav bland annat Die europäischen Schmetterlinge (7 band, 1775–1805) och Die ausländischen Schmetterlinge (1784–1802).